# Thực vật bản địa

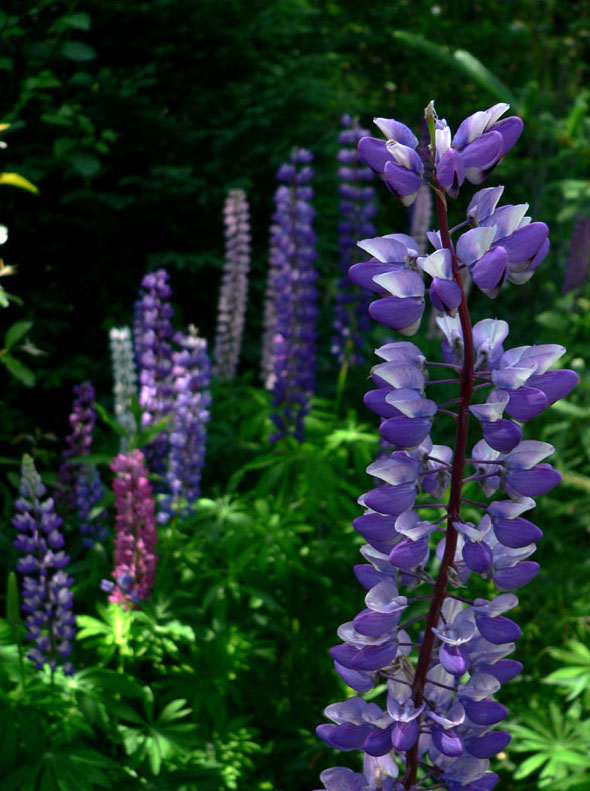
Lupinus perennis là một loài thực vật bản địa ở phía Tây Bắc Mỹ

Thực vật bản địa là các loài thực vật đặc hữu hay phát triển tự nhiên ở một khu vực hoặc hệ sinh thái nhất định trong một khoảng thời gian địa chất nào đó.
Khái niệm này cũng bao gồm các loài thực vật đã từng phát triển, xuất hiện một cách tự nhiên hoặc đã tồn tại trong nhiều năm tại một khu vực (như cây, hoa, cỏ, và các loài thực vật khác). Ở Bắc Mỹ, một loài thực vật thường được coi là bản địa nếu nó từng xuất hiện trước thời kỳ thuộc địa hóa.
Một số loài thực vật bản địa đã thích nghi đối với các môi trường không bình thường, trong phạm vi nhỏ hoặc các điều kiện khí hậu rất khắc nghiệt hay các điều kiện đất hiếm gặp. Mặc dù cũng có một số kiểu thực vật vì những lý do trên nên nó chỉ tồn tại trong một dải phân bố rất hẹp (đặc hữu), những loài các có thể sống trong các khu vực đa dạng hơn hoặc thích nghi với những điều kiện xung quanh khác nhau.
Các nghiên cứu cho thấy rằng côn trùng phụ thuộc vào các loài thực vật bản địa.